# Seertal
Seertal er målinger af tv-forbrug. Tallene bruges bl.a. af tv-stationerne til at bedømme populariteten af deres programmer samt i forbindelse med prissætning og afregning af reklamer.
I Danmark foretages seertalsmålinger af som stikprøver vha. tv-metre. 2200 personer fordelt på 1000 husstande er udstyret med et apparat, der sluttes til deres fjernsyn, og som registrerer, hvilke kanaler der ses hvornår. Husstandens beboere og gæster trykker sig ind som seere vha. apparatets fjernbetjening. De danske tv-meter-baserede seertalsmålinger begyndte i 1992 og blev varetaget af Kantar Gallup frem til 2022, hvor Nielsen overtog den. Før 1992 skete målingerne vha. interviews.
Seertallene er meget mere detaljerede end de top 10-lister og lign., der jævnligt offentliggøres i dagspressen. Seertallene er ikke begrænset til at tælle seere for hele programmer, men tillader tv-stationerne at følge antallet minut for minut, herunder ændringerne under reklameafbrydelser og mellem programmerne. Seertallene fortæller desuden, hvilke befolkningsgrupper der følger hvilke programmer, hvilket også er interessant, hvis man skal vise reklamer, der f.eks. særligt henvender sig til kvinder mellem 21 og 50 år.

## Rating og share
Et nøgletal er rating, der angiver antallet af seere på en given kanal på et givet tidspunkt. Hvis et program har en rating på 1,1 million, vil det altså sige, at det anslået er set af 1,1 million personer. Et andet nøgletal er share, der angiver en given kanals procentandel af det samlede antal seere på et givet tidspunkt. At en kanal på et givet tidspunkt har en share på 20, betyder, at 20% af de seere, der har tændt for fjernsynet på det tidspunkt, har stillet ind på den givne kanal. Man taler også om kommerciel share, hvorved man kun betragter reklamefinansierede kanaler, dvs. ikke f.eks. DR1 og DR2 samt betalingskanaler som TV 2 Film og Canal+. Endelig taler man om en kanals dækning, dvs. det totale antal personer, der på et eller andet tidspunkt har set en given kanal hen over et tidsrum, f.eks. uge.
Det højeste seertal målt i Danmark er ved den første genudsendelse af Matador i 1985, hvor et enkelt afsnit opnåede 3.641.000 seere. Dette tal skal ses i lyset af, at DR dengang havde monopol på at sende tv i Danmark. Men selvom udbuddet af tv-kanaler i dag er meget større, kan et enkelt program stadig formå “at lægge gaderne øde”. I 2004 opnåede afsnit 10 af Krøniken at have 2.717.000 seere, hvilket er det højeste seertal målt siden tv-meter-systemets indførelse i 1992.

## Ekstern henvisning
TNS Gallups ugentlige seertalsrapport Arkiveret 20. august 2010 hos  Wayback Machine